# Sirnajaya (Sukamakmur)
Sirnajaya is een bestuurslaag in het regentschap Bogor van de provincie West-Java, Indonesië. Sirnajaya telt 7341 inwoners (volkstelling 2010).